# Cumbia-Style
Der Cumbia-Style (auch: „Latino-Style“) ist eine Stilrichtung der lateinamerikanischen Salsa. Er wird insbesondere von den Lateinamerikanern auf dem Festland vertreten und wird daher von Chile, Perú, Ecuador, Kolumbien, Venezuela bis hoch nach Mexiko getanzt. Peruanische Emigranten haben ihn bis nach Japan exportiert. Seine Herkunft kommt aber aus Kolumbien von der ihm eng verwandten Cumbia.
Charakteristisch für den Cumbia-Style ist neben dem geschlossenen Grundschritt eine offene Tanzhaltung, in der die beiden Tanzpartner seitlich in einem gekreuzten Rückschritt nebeneinander hertanzen, den sog. „laterales“. Zum Öffnen benutzt der Mann eine Frauendrehung oder einen sog. „impulso“, bei dem er die Frau einfach von sich wegschiebt. In der offenen Tanzhaltung führt der Mann meistens nur mit der linken Hand.
Basisdrehung im "Cumbia-Style" ist die sog. "vuelta de seis", in der der Mann während einer Linksdrehung der Frau um sie herumläuft. Dadurch bekommen die Bewegungen einen runden und tänzerischen Charakter (und erinnern noch an die Cumbia als Kreistanz, wo der Mann um die Frau herumtanzt ohne sie dabei berühren zu dürfen). Die offene Tanzhaltung gibt viel Raum für Improvisation. Die Cumbia war ursprünglich ein Werbetanz, und so wird die Salsa auch heute noch getanzt: sinnlich, elegant und mit viel Selbstdarstellung des Mannes. Typisch sind in vielen Regionen Lateinamerikas auch die sog. "brincos", Improvisationen des Mannes, die rein aus Schritt-Techniken und Sprüngen bestehen.
Die Bezeichnung "Cumbia-Style" kommt aus den USA – Lateinamerikaner selbst unterscheiden in den meisten Fällen nicht zwischen einzelnen Tanzstilen. Für sie ist der Cumbia-Style identisch mit Salsa. Zwar gibt es in den Ländern und Regionen eine Vielzahl unterschiedlicher Tanzstile und viele unterschiedliche Tanzfiguren und Drehungen, aber der Cumbia-Style zeichnet sich gerade durch seine Einfachheit und seinen integrativen Charakter aus: in ihm können doch alle irgendwie miteinander tanzen. Er hat keine ausgesprochenen Tanzschulelemente oder Show-Figuren. Der Cumbia-Style ist keine Tanzschulsalsa, man lernt ihn auf der Straße oder auf den Fiestas. In Mexiko, wo die unterschiedlichen Tanzstile von Lateinamerika und den USA aufeinanderprallen, wird der New York Style, bzw. L.A.-Style zur Unterscheidung "salsa en linea" genannt.